# Amayé-sur-Seulles
Amayé-sur-Seulles là một xã ở tỉnh Calvados, thuộc vùng Normandie ở tây bắc nước Pháp.